# Afrolarcus clypeatus
Afrolarcus clypeatus är en insektsart som först beskrevs av Karsch 1891.  Afrolarcus clypeatus ingår i släktet Afrolarcus och familjen torngräshoppor. Inga underarter finns listade i Catalogue of Life.